# 이영훈 (작곡가)
이영훈(1960년 3월 6일 ~ 2008년 2월 14일)은 대한민국의 작곡가이다. 가수 이문세의 곡을 주로 작곡한 것으로 유명하다. 〈난 아직 모르잖아요〉, 〈이별 이야기〉, 〈광화문 연가〉, 〈옛사랑〉 등이 대표작이다. 시적인 가사와 함께 서정적인 발라드 장르의 음악을 만들어 내어 1980년대와 1990년대의 대한민국의 '팝 발라드' 장르를 개척한 대표적인 대중음악 작곡가로 활동하였다.

## 생애
연극, 방송, 무용음악 등을 만드는 비교적 순수예술의 영역에 속해 일하던 뮤지션이었으나, 1985년 밴드 신촌블루스 엄인호의 소개로 가수 이문세를 만나 본격적으로 대중 음악 작업에 착수해 1985년 이문세 3집의 〈난 아직 모르잖아요〉를 필두로 〈휘파람〉, 〈소녀〉등을 잇달아 히트시키며 '팝 발라드'라는 새로운 장르를 개쳑하였다. 1987년 이문세 4집에서는 〈사랑이 지나가면〉, 〈이별이야기〉, 〈그녀의 웃음소리뿐〉등 그야말로 '발표는 곧 히트'라는 등식을 성립시키며 그해 골든 디스크 대상과 작곡가상을 수상하면서 최고 작곡가로 우뚝선다.
150만장이 팔린 3집이 밀리언셀러 시대를 연 신호탄이었다면 무려 285만장의 판매기록을 수립한 4집은 그때까지의 사상 최다 음반 판매기록을 뒤엎는 하나의 사건이었다. 1988년 모든 역량이 녹아든 명반 이문세 5집은 선주문만 수십만장에 달했으며, 〈가로수 그늘 아래서면〉, 〈광화문 연가〉, 〈붉은 노을〉 등 앨범에 수록된 거의 전곡을 10~20대의 입에서 흥얼거리게 만들었다. 이 앨범으로 이문세는 골든 디스크 3연패를 이룩하게 되었고, 이영훈이 제시한 고품격의 팝 발라드는 대중가요에 대한 인식의 전환을 가져오며 그때까지 라디오를 점령했던 팝송 프로그램들의 시대를 종식시키고 가요프로그램이 대거 편성되는 혁명적 전환점을 제공했다. 2001년까지 이문세와 함께 정규앨범 8장과 기획 앨범 3장을 만들었다. 2006년 대장암 진단을 받고 투병중에도 작품집 《옛사랑1·2》를 연이어 선보였으며 뮤지컬 《광화문 연가》제작을 추진하기도 하였다. 2008년 2월 14일 오전 3시경 삼성서울병원에서 대장암으로 인해 49세의 나이로 사망하였다. 사망 후 분당메모리얼파크에 안장되었다.

## 《이영훈 소품집》
소품집은 1992년 러시아의 모스크바에 있는 볼쇼이극장 오케스트라의 음악가들과 수회의 연주와 녹음과정을 거치어 완성했고, 이십대초에 쓴 곡들과 33살까지의 곡들로 구성되어 있습니다. 유난히 눈이 많이 왔던 그해 모스크바의 겨울과 당시의 환경들이 이 앨범의 음악들에 남아 있어 전체적으로는 겨울을 느끼게 하는 그런 감상이 있습니다.
- 이영훈 소품집 '사랑이 지나가면' <머릿글>중에서
7집까지 함께 해왔던 이문세와 잠시 떨어져서 그는 자신의 개인 작품집에 몰두하게 된다. 러시아로 건너가 볼쇼이 오케스트라와 함께한 소품집을 내놓기 시작한 것이다. 1993년 애절한 스트링 선율이 돋보이는 1집을 필두로 이듬해 이문세의 히트곡을 오케스트라로 편곡한 2집을 내고 이 앨범들을 프랑스 칸에서 열린 세계 최대 음악박람회인 미뎀(MIDEM)에 출품, 자신의 음악을 세계에 알리는 노력까지 경주했다. 그해 세 번째 앨범이 마저 나오며 소품집 작업은 마무리된다. (이 세장의 음반은 1997년에 한꺼번에 다시 묶여져 재발매되으며, 2003년에는 '사랑이지나가면'이라는 부제로 2장의 앨범으로 발매되기도 했다.) 국내 최초로 인터넷 전시회를 개최했던 고 박건희가 디자인한 이 소품집에서 그는 발라드 음악이 이룩한 다채로운 스펙트럼을 창출하며 거장으로 가는 길에 여러 발걸음을 보탰으며 선율에 대한 다양한 고민을 맘껏 실험했다.
- 이영훈 소품집 1 < A Short Piece > 발매일 1993년 10월 15일
- 이영훈 소품집 2 < Collection > 발매일 1994년 7월 5일
- 이영훈 소품집 3 < A Short Piece > 발매일 1994년 7월 31일

## 작품집 《옛사랑-The Story of Musicians》
이영훈이 작곡한 곡들을 신세대 가수들이 다시 불러 만든 앨범이다. 《옛사랑1》이 2006년 9월에 나왔으며 2007년 4월 《옛사랑2》가 발표되었다.
- 이영훈 옛사랑-The Story of Musicians: 발매일 2006년 9월 14일, Cat.No : SRCD3915
- 이영훈 옛사랑 2- The Story of Musicians: 발매일 2007년 4월 17일, Cat.No : SRCD-3990

## 유명곡
- 가로수 그늘 아래 서면 - 이문세 (2005년 이승철, 2006년 임재범, 2010년 장재인)
- 가을이 오면 - 이문세 (2004년 서영은, 2006년 박선주)
- 광화문 연가 - 이문세 (2004년 이수영, 2007년 성시경)
- 다시 만나리 - 이문세 (2006년 박완규)
- 빗속에서 - 이문세 (2007년 리쌍, 2010년 존 박, 2011년 YB)
- 사랑이 지나가면 - 이문세 (2001년 이수영, 2005년 이은미, 2010년 김지수, 2014년 아이유)
- 소녀 - 이문세 (2004년 성시경, 2006년 SG 워너비, 2011년 먼데이 키즈, 2015년 오혁)
- 영원한 사랑 - 이문세 (2006년 이승철)
- 애수 - 이문세 (2006년 클래지콰이)
- 옛사랑 - 이문세 (2007년 브라운 아이즈, 윤종신, 윤민수)
- 붉은 노을 - 이문세 (2003년 유리상자, 2004년 신화, 2006년 버블시스터즈, 2007년 엠씨 더 맥스, 2008년 빅뱅)
- 이별 이야기 - 이문세 (2004년 서영은, 2004년 신혜성 이지훈 이수영, 2007년 윤도현 오렌지라라, 2010년 왁스, 2010년 박보람)